# Oj, pri luschku, pri luschke
Oj, pri luschku, pri luschke (russisch Ой, при лужку, при лужке für Da auf der Wiese, auf der Wiese) ist ein altes russisches und ukrainisches Kosakenlied.

## Inhalt
Ein junger Mann fängt sein Pferd auf dem Feld und reitet dann auf dem Tier zu seiner Braut. Dort trifft er ihre Mutter, die ihn ins Haus einlädt. Er sucht seine Braut und als die beiden 
sich treffen, umarmt und küsst ihn das Mädchen.

## Historischer Hintergrund

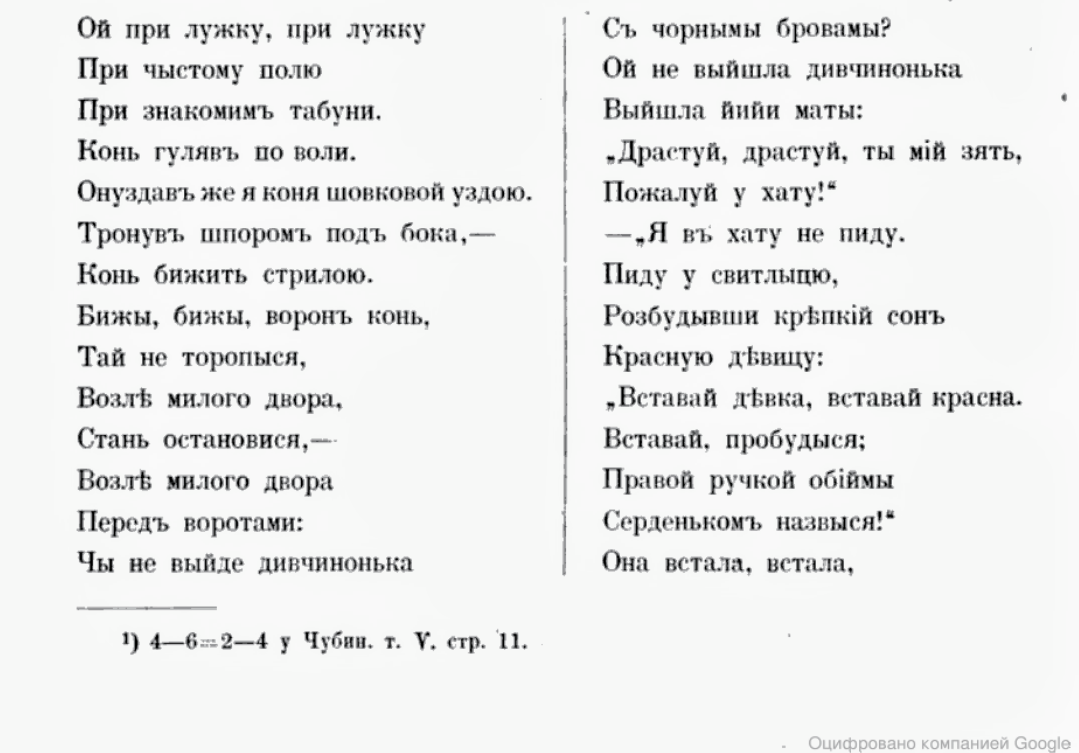
Ein ukrainischer Text des Liedes aus einem alten Liederbuch (1893)

Wie ein Forscher schrieb, begannen literarische Romanzen echte Volkslieder und alte Lieder aus dem russischen Dorf zu ersetzen. Dieser Prozess nahm seinen Anfang im 19. Jahrhundert und dauert noch immer an. Eines dieser „neugeborenen“ Volkslieder war Auf der Wiese. Es wird oft bei Hochzeiten gesungen und manchmal als „Hochzeitslied“ bezeichnet.

### Im Russischen Fernen Osten und in Sibirien
Das Lied ist in Sibirien unter den Ukrainern, Russen und anderen russischsprachigen Völkern (z. B. den Siedlern aus Udmurtien) sowohl in den Städten als auch auf dem Lande bekannt. In den 2010er Jahren schrieben einige Folkloristen mehrere Textbeispiele von Dorfbewohnern im russischen Fernen Osten auf.